# 貝雷然卡河
貝雷然卡河（烏克蘭語：Бережанка）是烏克蘭的河流，位於該國西北部羅夫諾州，屬於戈倫河的支流，發源自弗拉基米列茨東南面，河口處在貝雷日尼察以東，河道全長34公里，流域面積253平方公里。